# Имангулиева, Аида Насир кызы
Аида Насир кызы Имангулиева (азерб. Aida Nəsir qızı İmanquliyeva; 10 октября 1939, Баку, Азербайджанская ССР, СССР — 19 сентября 1992, Баку, Азербайджан) — советский и азербайджанский арабист, доктор филологических наук (1989), профессор.

## Биография
Родилась в интеллигентной семье. Отец — журналист, педагог, заслуженный деятель науки Насир Имангулиев был одним из основоположников азербайджанской прессы, долгое время работал редактором газет «Бакы» и «Баку».
В 1957 году окончила школу № 132 города Баку с золотой медалью. В 1957 году поступила в Азербайджанский государственный университет им. С. М. Кирова. В 1962 году после окончания отделения арабской филологии факультета востоковедения университета стала аспирантом кафедры «Народы Востока и история литературы» того же университета. Затем училась в Институте народов Азии бывшей АН СССР.
В 1966 году после защиты кандидатской диссертации начала работать в Институте востоковедения АН Азербайджана: младшим научным сотрудником (1966), старшим научным сотрудником (1973), заведующей отделом арабской филологии (1976), заместителем директора по научной работе (1988). С 1991 года до конца своей жизни работала директором Института востоковедения АН Азербайджана.
В 1989 году, защитив докторскую диссертацию в Тбилиси, стала первой женщиной-доктором наук в области востоковедения[уточнить], а вскоре ей было присвоено звание профессора по этой специальности.

## Научная деятельность
Является автором трёх монографий: «Ассоциация пера» и Михаил Нуайме. — М., 1975; Джебран Халиль Джебран. — Баку, 1975; Корифеи новоарабской литературы. — Баку, 1991, более 70 научных статей и редактором некоторых научных статей, написанных о восточной литературе. Являлась членом, заместителем председателя и председателем Совета по защите докторских и кандидатских диссертаций по профилю «Литература стран Азии и Африки», действующего в Институте востоковедения АН Азербайджана.
Представляла востоковедение Азербайджана во многих странах ближнего и дальнего зарубежья (Москва, Киев, Полтава, Санкт-Петербург, Галле и т. д.).
В области научно-организационной деятельности уделяла большое внимание подготовке высокоспециализированных кадров-арабистов. В отделе «Арабская филология», которым она заведовала, под её руководством за короткое время были защищены более 10 кандидатских диссертаций.
Являлась членом президиума Всесоюзного общества востоковедов, Всесоюзного координационного совета по исследованию восточной литературы и Союза писателей Азербайджана.
Долгие годы занималась педагогической деятельностью, читала лекции по арабской филологии в АГУ.
Для увековечения памяти известного учёного Аиды Имангулиевой, факультетом востоковедения Бакинского государственного университета учреждена стипендия, носящая её имя, которая выдаётся одному из отличников-студентов факультета.

## Награды
- Памятная медаль Санкт-Петербургского государственного университета (2005 год, Россия, посмертно)[7]